# Järsjön, Hälsingland
Järsjön är en sjö i Söderhamns kommun i Hälsingland och ingår i Norralaåns huvudavrinningsområde. Sjön är 14 meter djup, har en yta på 1,27 kvadratkilometer och är belägen 60 meter över havet.

## Delavrinningsområde
Järsjön ingår i det delavrinningsområde (681307-155915) som SMHI kallar för Utloppet av Järsjön. Medelhöjden är 80 meter över havet och ytan är 7,1 kvadratkilometer. Det finns inga avrinningsområden uppströms utan avrinningsområdet är högsta punkten. Vattendraget som avvattnar avrinningsområdet har biflödesordning 3, vilket innebär att vattnet flödar genom totalt 3 vattendrag innan det når havet efter 16 kilometer. Avrinningsområdet består mestadels av skog (73 procent). Avrinningsområdet har 1,27 kvadratkilometer vattenytor vilket ger det en sjöprocent på 17,9 procent.